# Servance
Servance korábbi község (település) Franciaországban, Haute-Saône megyében. 2017. január 1-jén Miellin községgel egyesült és Servance-Miellin új község része lett.
Lakosainak száma 738 fő (2018. január 1.). Servance Beulotte-Saint-Laurent, Belfahy, Ramonchamp, Esmoulières, Faucogney-et-la-Mer, Fresse, Haut-du-Them-Château-Lambert, Miellin, Plancher-les-Mines és Ternuay-Melay-et-Saint-Hilaire községekkel határos.

## Népesség
A település népessége az elmúlt években az alábbi módon változott:
| Lakosok száma | 793  | 758  | 862  | 741  | 738  |
|               | 2013 | 2015 | 2016 | 2017 | 2018 |